# Псевдоаутосомная область
Псевдоаутосо́мные о́бласти (англ. pseudoautosomal region — PAR) — гомологичные участки половых хромосом различного типа; у млекопитающих они, соответственно, находятся на X-хромосоме и Y-хромосоме. Все гены, расположенные в этих областях, есть у обоих полов и наследуются так же, как и любые аутосомные гены, отсюда и название областей.

## Псевдоаутосомные области у человека
У человека половые хромосомы X и Y имеют два гомологичных участка — две псевдоаутосомные области PAR1 и PAR2. PAR1, чей размер составляет около 2,6 млн пар оснований, находится на дистальном конце коротких плеч X- и Y- хромосом. Псевдоаутосомная область PAR2 размером около 320 тыс. пар оснований локализуется на дистальном конце длинных плеч половых хромосом. PAR1 содержит 8 генов, в то время как PAR2 — 2 гена. Эти гены не подвергаются дозовой компенсации в соматических клетках женщин. Считается, что транслокация на половые хромосомы участка аутосомной хромосомы, соответствующего современному PAR1, произошла в промежутке от 80 до 130 млн лет назад.
В мейозе при сперматогенезе у мужчин псевдоаутосомные области половых хромосом X и Y конъюгируют между собой. Это обеспечивает правильное расхождение половых хромосом в мейотических делениях, в результате чего каждый сперматозоид унаследует либо одну Х-хромосому, либо одну Y-хромосому. Известно, что делеция PAR1 нарушает синапсис половых хромосом в профазе I мейоза и приводит к стерильности у мужчин. В псевдоаутосомных участках половых хромосом происходит кроссинговер так же, как и между аутосомами.

## У других организмов
Наличие псевдоаутосомной области описано также у растений, в частности, для вида Смолёвка белая (Silene latifolia). Показано, что у этого растения рекомбинация в мейозе происходит не между длинными плечами обеих половых хромосом, а между коротким плечом X-хромосомы и длинным плечом Y-хромосомы. Детальное картирование псевдоаутосомной области у смолёвки подтвердило гипотезу о происхождении половых хромосом X и Y от пары аутосом.
У птиц, которые имеют ZW-определение пола, также существует псевдоаутосомная область на половых хромосомах Z и W. При этом W-хромосома по своим структурно-функциональным особенностям сходна с Y-хромосомой млекопитающих, а также обнаружена тенденция уменьшения размеров псевдоаутосомных районов от эволюционно более ранних и примитивных групп птиц к более продвинутым. Изучение псевдоаутосомной области у птиц осложняется тем, что ДНК W-хромосомы на 80 % состоит из повторяющихся последовательностей, что затрудняет полное секвенирование и качественную сборку физической карты этой хромосомы. В связи с этим для картирования псевдоаутосомной области прибегают к флуоресцентной гибридизации in situ с использованием протяжённых геномных клонов (БАК-клонов).